# يوم الغضب (البحرين)

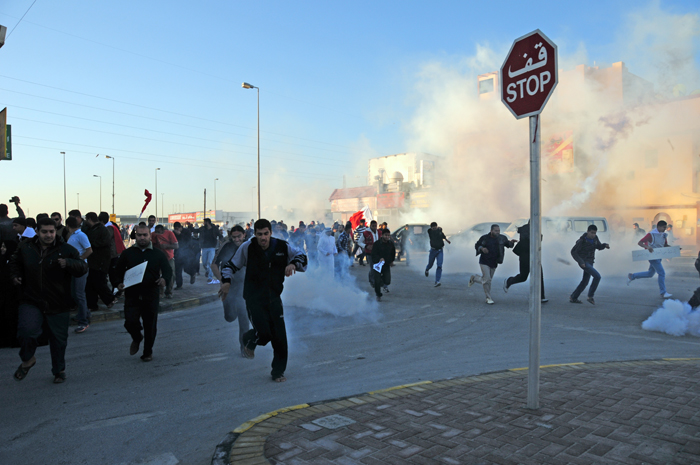
المتظاهرون يفرون من قوات الأمن التي أطلقت الغاز المسيل للدموع على مسيرة في النويدرات.

يوم الغضب هو الاسم المعطى من قبل المحتجين في البحرين ل 14 فبراير 2011 وهو اليوم الأول من الاحتجاجات. مستوحاة من انتفاضات ناجحة في مصر وتونس نظم الشباب البحريني احتجاجات باستخدام مواقع التواصل الاجتماعي. ناشدوا الشعب البحريني النزول إلى الشوارع يوم الاثنين 14 فبراير بطريقة سلمية ومنظمة. اليوم يرمز إلى الاحتفال بالذكرى السنوية التاسعة والعاشرة للدستور وميثاق العمل الوطني على التوالي.
أيدت بعض الجمعيات السياسية المعارضة خطط الاحتجاجات في حين أن آخرين لم يدع صراحة للتظاهر. ومع ذلك طالبوا بإصلاحات عميقة وتغييرات مماثلة لتلك التي يدعو لها الشباب. قبل بدء الاحتجاجات قدمت الحكومة عددا من التنازلات الاقتصادية والسياسية. بدأت الاحتجاجات بالاعتصام تضامنا مع الثورة المصرية في محيط السفارة المصرية في العاصمة المنامة قبل عشرة أيام من يوم الغضب. عشية 14 فبراير فرقت قوات الأمن مئات المتظاهرين جنوب المنامة.
في 14 فبراير شارك آلاف البحرينيين في 55 مسيرات في 25 موقعا في جميع أنحاء البحرين. كانت الاحتجاجات سلمية وطالب المتظاهرون بإصلاحات عميقة. بدأت أقرب مظاهرة في الساعة 5:30 صباحا في النويدرات والأخيرة قبل دقيقة من منتصف الليل في محيط مستشفى السلمانية متوجهين إلى دوار اللؤلؤة. أكبر تظاهرة شهدتها جزيرة سترة. ردت قوات الأمن على الاحتجاجات بإطلاق الغاز المسيل للدموع والرصاص المطاطي وقنابل الصوت. أصيب أكثر من 30 متظاهرا وقتل شخصا واحدا. قالت وزارة الداخلية البحرينية أن عددا من قوات الأمن جرحوا بعد هجوم المتظاهرين عليهم.

## الخلفية
البحرين جزيرة صغيرة في الخليج العربي تستضيف قاعدة بحرية للولايات المتحدة وهي مقر الأسطول الخامس. تعتبر وزارة الدفاع الأمريكية الموقع حيويا لقدرته على مواجهة القوة العسكرية الإيرانية في المنطقة. حكومة المملكة العربية السعودية وحكومات منطقة الخليج العربي الأخرى تدعم بقوة ملك البحرين. على الرغم من أن المسؤولين الحكوميين يتهمون المعارضة بالتأثر بإيران إلا أن لجنة عينتها الحكومة لم تجد أي دليل يدعم هذا الزعم. زعمت إيران تاريخيا البحرين كمحافظة ولكن تم إسقاط هذه الدعوى بعد مسح الأمم المتحدة عام 1970 الذي وجد أن معظم الشعب البحريني يرغب في الاستقلال بعيدا عن الانضمام إلى إيران.

### التاريخ السياسي الحديث
احتج البحرينيين بشكل متقطع طوال العقود الماضية للمطالبة بإصلاحات اجتماعية واقتصادية وسياسية: في عقد 1950 في أعقاب اشتباكات طائفية تشكلت هيئة الاتحاد الوطني من قبل الإصلاحيين وطالبوا بمجلس وطني منتخب ونفذوا احتجاجات وإضرابات عامة. في عام 1965 اندلعت انتفاضة لمدة شهر بعد تسريح المئات من العمال من العمل في شركة نفط البحرين. أصبحت البحرين مستقلة عن بريطانيا في عام 1971 وأقيمت في البلاد أول انتخابات نيابية في عام 1973. وبعد ذلك بعامين اقترحت الحكومة قانون أمن الدولة وذلك بإعطاء الشرطة صلاحيات واسعة لاعتقال الأفراد وإيداعهم في السجن من دون محاكمة لمدة ثلاث سنوات. رفض المجلس الوطني القانون مما دفع الأمير إلى حله وتعليق الدستور. لم تعقد أي انتخابات نيابية حتى عام 2002 وحدثت احتجاجات وأعمال العنف من 1994 إلى 2001.

### الاقتصاد
على الرغم من غنى جيرانها في الخليج العربي بالنفط إلا أن النفط في البحرين الذي اكتشف في عام 1932 جفت تقريبا مما يجعلها الأكثر فقرا من بينهم. في العقود الأخيرة تحركت البحرين نحو الأعمال المصرفية والسياحة مما يجعلها أحد أهم المراكز المالية في المنطقة ومنذ ذلك الحين حصلت على تصنيفات عالمية عالية في الحرية الاقتصادية ودول صديقة للأعمال مما يجعلها الأكثر الاقتصادات حرية في الشرق الأوسط. ومع ذلك فإن البحرينيين يعانون من الفقر النسبي. وجدت دراسات شبه رسمية أن عتبة الفقر (الحد الأدنى من الدخل الذي يعتبر كافيا في بلد معين) في البلاد في عام 1995 كان 308 دينار. قال مركز البحرين لحقوق الإنسان أنه بحلول عام 2007 ارتفع إلى 400 دينار على الأقل ووضع نصف البحرينيين تحت خط الفقر. في عام 2008 رفضت الحكومة استنتاج الأمم المتحدة أن 2٪ من البحرينيين يعيشون في ظروف تشبه الأحياء الفقيرة. تستلم الأسر الفقيرة دعم مالي شهري. في عام 2007 أنتجت سي إن إن فيلم وثائقي بعنوان الفقر في البحرين الذي تعرض لانتقادات من قبل صحيفة غلف ديلي نيوز الموالية للحكومة. أنتجت قناة الجزيرة فيلم وثائقي مماثل في عام 2010.
معدل البطالة في البحرين هو من بين أعلى المعدلات في دول مجلس التعاون الخليجي. مصادر مقربة من الحكومة يقدر ما بين 3.7٪ و5.4٪ في حين قالت مصادر أخرى أنه يصل إلى 15٪. يشكل الشباب والشيعة غالبية العاطلين عن العمل وتعاني البحرين أيضا من مشكلة السكن حيث يصل عدد الطلبات الإسكانية إلى 53 ألف طلب حتى عام 2010. دفعت هذه الظروف جمعية شباب البحرين لحقوق الإنسان للنظر في السكن أحد أهم المشاكل في البحرين.

### حقوق الإنسان
تحسنت حقوق الإنسان في البحرين بعدما وضعت الحكومة خطط الإصلاح في ما بين 1999-2002 لكن انخفضت مرة أخرى في السنوات اللاحقة. بين عامي 2007 و2011 انخفض تصنيف البحرين الدولي 21 مكانا من 123 إلى 144 على مؤشر الديمقراطية حسب تصنيفها من قبل وحدة الاستخبارات الاقتصادية. الحرية في مؤشر العالمي للحرية السياسية صنفت البحرين على أنها غير حرة. في الفترة من 2010 إلى 2011 أشار مسح فريدوم هاوس بخصوص الحرية على شبكة الإنترنت بغير حرة وأشار إلى أن أكثر من ألف موقع محجوب في البحرين. مؤشر حرية الصحافة حسب منظمة مراسلون بلا حدود انخفض بشكل ملحوظ في عام 2002 حيث احتل المركز 67 وبحلول عام 2010 انخفض إلى رقم 144. حرية التقرير الصحفي حسب فريدوم هاوس صنف البحرين في عام 2011 بأنها غير حرة. وصفت هيومن رايتس ووتش سجل البحرين في مجال حقوق الإنسان بأنه كئيب وتدهور بشكل حاد في النصف الأخير من عام 2010.

### التعذيب
خلال الفترة من 1975 إلى 1999 المعروف باسم عصر قانون أمن الدولة فإن الحكومة استخدم التعذيب كثيرا مما أدى إلى سقوط عدد من القتلى. بعد تولي حمد بن عيسى آل خليفة الحكم بعد وفاة والده في عام 1999 انخفضت تقارير التعذيب بشكل كبير وتحسنت ظروف الاحتجاز. ومع ذلك أعطى المرسوم الملكي رقم 56 لسنة 2002 حصانة فعالة لجميع المتهمين بالتعذيب خلال الانتفاضة التسعينات مثل إيان هندرسون وعادل فليفل. في أواخر عام 2007 بدأت الحكومة في استخدام التعذيب مرة أخرى وبحلول عام 2010 أصبح استخدامه شائعا مرة أخرى.

### اضطهاد الشيعة
تشكوا الأغلبية الشيعية التي تحكمها عائلة آل خليفة السنية منذ القرن الثامن عشر من ما يسمونه التمييز المنهجي ضدهم. يحظر على الشيعة العمل في المناصب السياسية الرفيعة والعسكرية المهمة وورد أن الحكومة تقوم بتجنيس السنة من باكستان وسوريا في محاولة لزيادة نسبة السنة.
وفقا لخليل المرزوق من جمعية الوفاق الوطني الإسلامية فإن عدد أولئك الذين حصلوا على الجنسية البحرينية من 2001 إلى 2008 بلغ 68 ألف شخص. وفقا للمرزوق تم حساب هذا الرقم باستخدام التقديرات الرسمية من خلال طرح عدد السكان في عام 2001 405 ألف شخص والزيادة الطبيعية 65 ألف شخص في عام 2008. في مسيرة ضد التجنيس السياسي قدر المعارض السني إبراهيم شريف المجنسين بمائة ألف شخص بحلول عام 2010 وبالتالي باتوا يشكلون 20٪ من المواطنين البحرينيين. رفضت الحكومة الاتهامات باتباع سياسة التجنيس الطائفي. تفاقمت المظالم الشيعية في عام 2006 عندما كشف صلاح البندر مستشار وزير شؤون مجلس الوزراء مؤامرة سياسية مزعومة تهدف إلى حرمان وتهميش الشيعة الذين يشكلون حوالي 60٪ من السكان.

### حملة 2010 الأمنية
في أغسطس 2010 أطلقت السلطات حملة أمنية لمدة شهرين أشير باسم حادث المنامة باعتقال المئات من نشطاء المعارضة معظمهم كانوا أعضاء في حركة حق وحركة الوفاء الإسلامية الشيعيتان بالإضافة إلى نشطاء حقوق الإنسان. اتهم الموقوفين بتشكيل شبكة إرهابية تهدف لقلب نظام الحكم. ومع ذلك في وقت لاحق من الشهر استطاعت جمعية الوفاق التي لم تكن مستهدفة من قبل الحملة الأمنية من الفوز بالأغلبية في الانتخابات النيابية.

## الدعوة للثورة
مستوحاة من انتفاضات ناجحة في مصر وتونس بدأ نشطاء المعارضة في يناير النشر على نطاق واسع في مواقع التواصل الاجتماعي الفيسبوك وتويتر والمنتديات على الإنترنت وإرسال رسائل البريد الإلكتروني والرسائل النصية للقيام باحتجاجات مؤيدة للديمقراطية. الحكومة البحرينية حجبت صفحة الفيسبوك التي أعجب بها 14 ألف شخص يدعو للثورة ويوم الغضب في 14 فبراير. إلا أن المعجبين بالصفحة ارتفع إلى 22 ألف شخص في خلال أيام قليلة. هناك مجموعة أخرى على الإنترنت بعنوان شباب ثورة 14 فبراير وصفوا أنفسهم بأنهم غير منتسبين لأي حركة سياسية أو منظمة ورفضوا أي تيارات دينية ومذهبية وفكرية لمطالبهم. أصدروا بيانا سردوا فيها عددا من المطالب والخطوات التي لا مفر منها من أجل تحقيق التغيير والإصلاحات الجذرية.
وصف شباب بحرينيون الخطط بأنه نداء للبحرينيين للنزول إلى الشوارع يوم الاثنين 14 فبراير بطريقة سلمية ومنظمة من أجل إعادة كتابة الدستور وإنشاء هيئة بولاية شعبية كاملة للتحقيق ومحاسبة الانتهاكات الاقتصادية والسياسية والاجتماعية بما في ذلك المال العام المسروق والتجنيس السياسي والاعتقالات والتعذيب والإجراءات الأمنية القمعية الأخرى والفساد المؤسسي والاقتصادي. أحد المطالب الرئيسية استقالة عم الملك الأمير خليفة بن سلمان آل خليفة من منصبه كرئيس للوزراء. رئيس الوزراء غير منتخب منذ عام 1971 مما يجعل منه أقدم رئيس وزراء في العالم.
اليوم له قيمة رمزية. كان الذكرى العاشرة لاستفتاء لصالح ميثاق العمل الوطني الذي وعد بإدخال إصلاحات ديمقراطية في أعقاب الانتفاضة التسعينية وكان أيضا الذكرى التاسعة لصياغة دستور عام 2002 الذي جعل المعارضة تشعر بالخيانة من قبل الملك وكان الدستور جلب بعض الإصلاحات الموعودة مثل مجلس نواب منتخب ومع ذلك قال نشطاء المعارضة أن الدستور لا يلبي طموحاتهم حيث يعطي الدستور الجديد صلاحية للملك بتعيين نصف مقاعد المجلس الوطني بصلاحيات تشريعية ومنع انتخاب رئيس وزراء.
أحزاب المعارضة غير المسجلة مثل حركة حق وحركة أحرار البحرين دعمت الخطط. جمعية العمل الوطني الديمقراطي أعلنت فقط قبل يوم من الاحتجاجات أنها تؤيد مبدأ حق الشباب في التظاهر السلمي. جماعات المعارضة الأخرى بما فيها الوفاق حزب المعارضة الرئيسي في البحرين لم يدع صراحة أو يدعم الاحتجاجات. ومع ذلك طالب زعيم جمعية الوفاق علي سلمان بإصلاحات سياسية.

## الأحداث التي أدت إلى الاحتجاجات

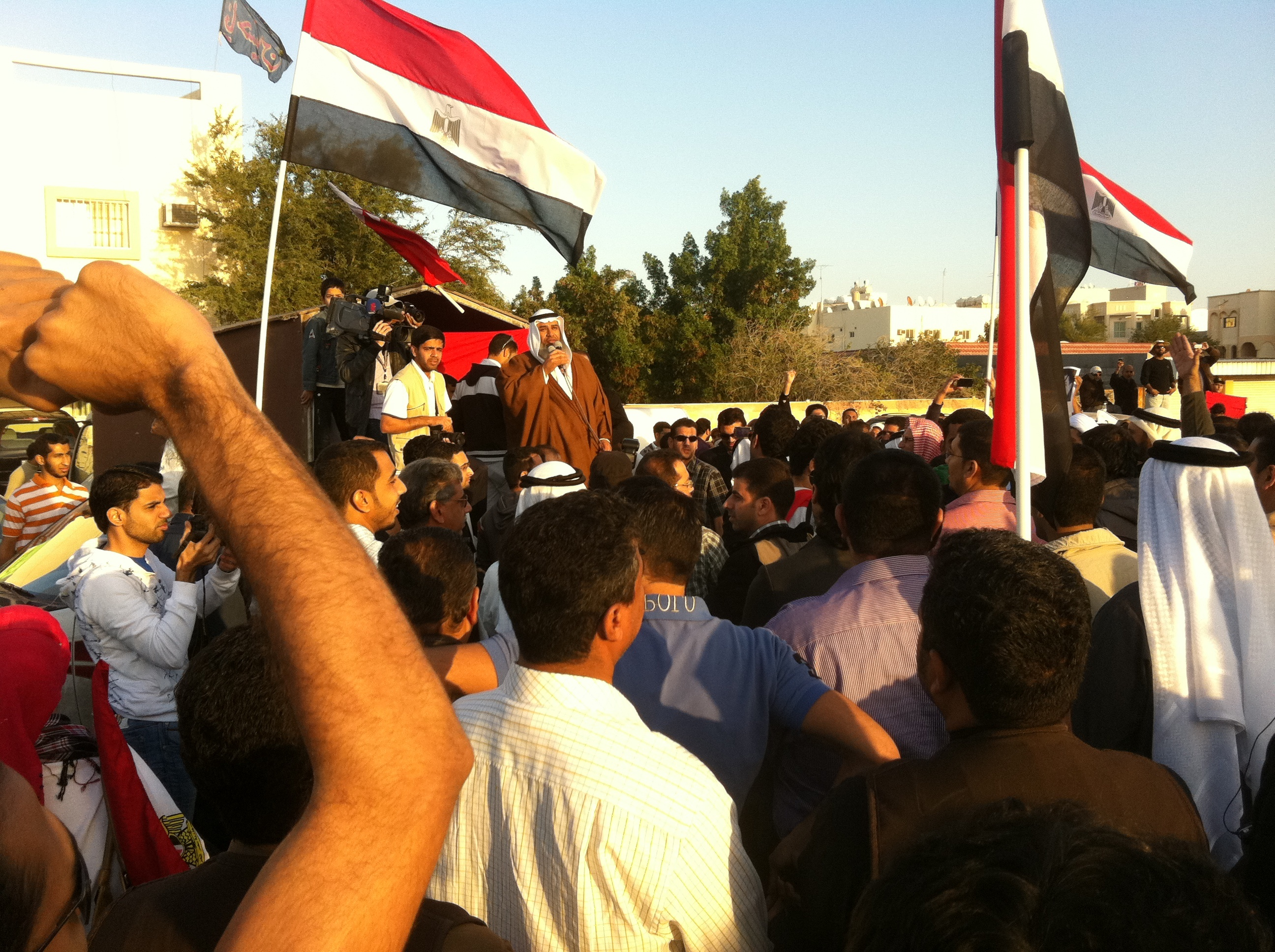
البحرينيون تظاهروا تأييدا للثورة المصرية في 4 فبراير 2011.

قبل بضعة أسابيع من الاحتجاجات أقدم مجلس الوزراء البحريني على عدد من التنازلات بما في ذلك زيادة الإنفاق الاجتماعي واطلاق سراح بعض القاصرين الذين اعتقلوا في حادثة المنامة في أغسطس 2010. في 4 فبراير تجمع عدة مئات من البحرينيين أمام السفارة المصرية في المنامة للتعبير عن دعم المحتجين المناهضين للحكومة هناك. وفقا لصحيفة وول ستريت جورنال هذا يعتبر أول مظاهرة تعقد في إحدى دول الخليج العربي الغنية بالنفط. دعا إبراهيم شريف الأمين العام لجمعية العمل الوطني الديمقراطي (وعد) إلى الإصلاح المحلي.
في 11 فبراير خرج مئات من البحرينيين والمصريين إلى الشوارع بالقرب من السفارة المصرية في المنامة للاحتفال بسقوط الرئيس المصري حسني مبارك في أعقاب الثورة المصرية الناجحة من عام 2011. قامت قوات الأمن بسرعة لاحتواء الحشد من خلال وضع عدد من الحواجز على الطرق. في صلاة الجمعة قال عيسى قاسم وهو رجل دين شيعي بارز بأن رياح التغيير في العالم العربي لا يمكن وقفها وطالب بوضع حد للتعذيب والتمييز والإفراج عن النشطاء السياسيين وإعادة كتابة الدستور.
أعلن الملك حمد عبر ظهوره في تلفزيون البحرين أن كل أسرة سوف تعطى ألف دينار بحريني (2650 دولار أمريكي) للاحتفال بالذكرى السنوية العاشرة لاستفتاء ميثاق العمل الوطني. ربطت وكالة فرانس برس المدفوعات لاحتواء خطط مظاهرات 14 فبراير.
في اليوم التالي أرسل مركز البحرين لحقوق الإنسان رسالة مفتوحة إلى الملك حثه على تجنب السيناريو الأسوأ من خلال تقديم مجموعة واسعة من الإصلاحات بما في ذلك الإفراج عن أكثر من 450 معتقلا بينهم مدافعون عن حقوق الإنسان وشخصيات دينية وأكثر من 110 طفل وحل جهاز الأمن ومحاكمة مسؤوليه المسؤولين عن الانتهاكات. في الليل عقد سكان جدحفص مأدبة عشاء عامة للاحتفال بسقوط الرئيس المصري.
في 13 فبراير وضعت السلطات عددا من نقاط التفتيش وزادت من وجود قوات الأمن في مواقع رئيسية مثل مراكز التسوق. فسرت قناة الجزيرة هذه الخطوة بأنها تحذير واضح ضد حشد يوم الاثنين 14 فبراير. في الليل أطلقت الشرطة الرصاص المطاطي والغاز المسيل للدموع على مجموعة صغيرة من الشباب الذين نظموا مظاهرة في كرزكان بعد حفل زفاف. وفقا لمصور يعمل لوكالة اسوشيتد برس جرح عدة أشخاص وعانى البعض الآخر من آثار الغاز المسيل للدموع. قالت وزارة الداخلية أن نحو 100 شخص تجمعوا في مسيرة غير مصرح بها في القرية وهاجموا قوات الأمن مما أدى إلى إصابة ثلاثة من رجال الشرطة وأطلقت طائرتان الرصاص المطاطي مما أدى إلى إصابة أحد المتظاهرين. وقعت احتجاجات صغيرة واشتباكات في أماكن أخرى أيضا مثل سترة وبني جمرة وطشان. حدثت إصابات طفيفة في صفوف المتظاهرين وقوات الأمن.

## 14 فبراير

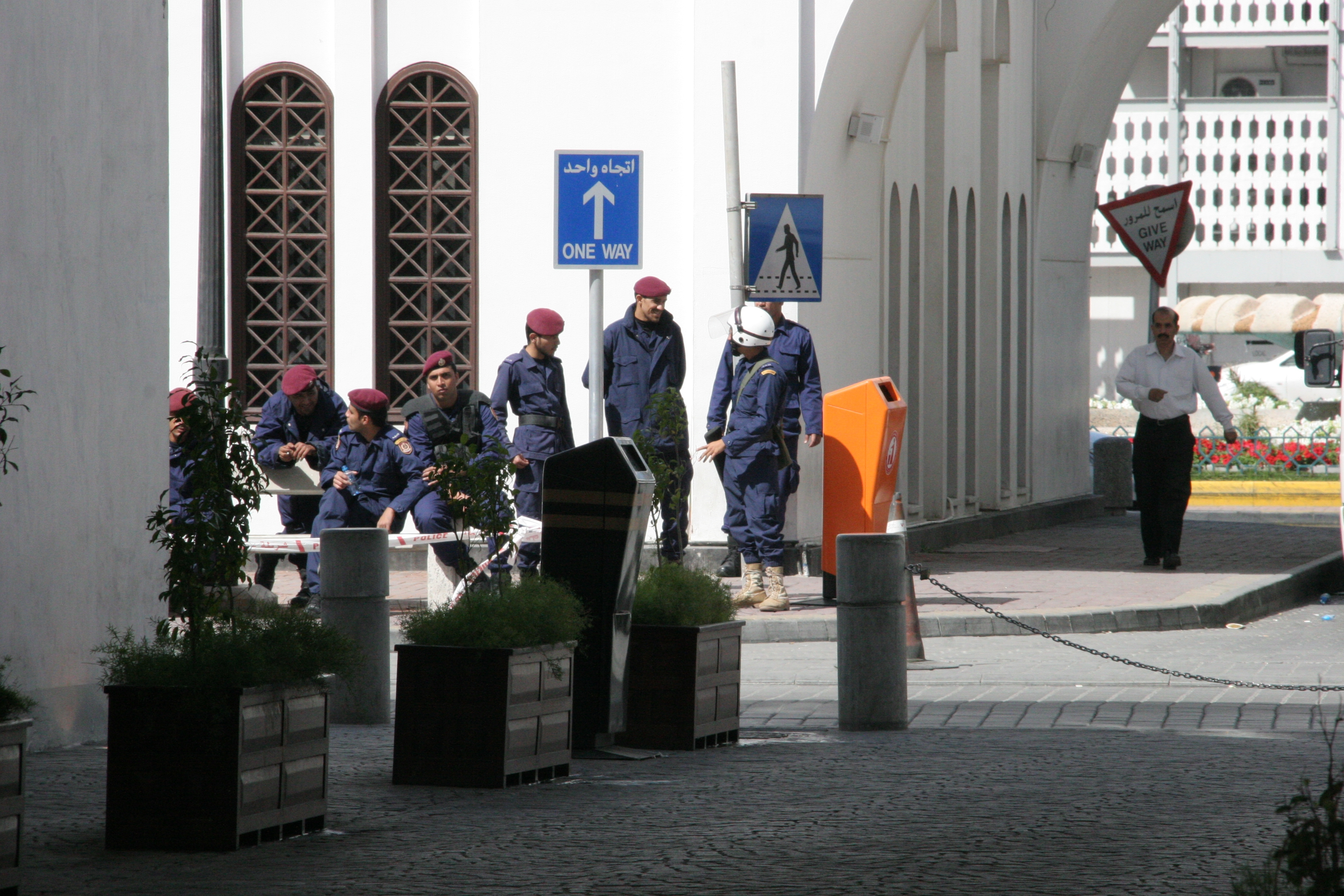
رجال شرطة متواجدون عند باب البحرين

شارك أكثر من ستة آلاف شخص في 55 مظاهرة وتجمع سياسي في 25 موقع مختلف في جميع أنحاء البحرين وحلقت طائرات هليكوبتر فوق مناطق المسيرات وتواجدت قوات الأمن بشكل مكثف في عدة مناطق رئيسية مثل منطقة الأعمال المركزية ومراكز التسوق وباب البحرين. أغلقت الإدارة العامة للمرور عدد من الطرق التي تؤدي إلى دوار اللؤلؤة ومجمع الدانة والديه وأجزاء من شارع البديع من أجل استباق أي احتجاجات غير مسموح بها. طوال اليوم وخصوصا في المساء أصبحت سرعة الإنترنت أبطأ بكثير من المعتاد. وفقا لبيكيا مصر بلوق فإن كثير من الناس ربط هذا الأمر بمحاولات الحكومة لاحتواء الاحتجاجات.
طالب المتظاهرون بالإفراج عن المعتقلين والقيام بإصلاحات اجتماعية واقتصادية وسياسية وقيام ملكية دستورية. لم يسعى المتظاهرون للحصول على تصاريح على الرغم من أن القانون البحريني يلزمهم بهذا الأمر. ذكرت صحيفة الوسط أن الاحتجاجات كانت سلمية وأن المتظاهرين لم يرموا الحجارة على قوات الأمن أو يحرقوا الإطارات في الشوارع كما في الاحتجاجات السابقة.
سجلت أول مظاهرة في الساعة 05:30 في قرية النويدرات الشيعية بمشاركة 300 متظاهر حيث قاد المسيرة الناشط السياسي الشيعي عبد الوهاب حسين مما أجبر الشرطة على تفريقها وقد حدثقت بعض الإصابات وعولج أحد المتظاهرين في المستشفى. واصلت الشرطة تفريق المسيرات طوال اليوم مع إطلاق الغاز المسيل للدموع والرصاص المطاطي والبنادق مما تسبب في إصابات إضافية ومعالجة 3 متظاهرين في المستشفى.
جرت مظاهرة واحدة كبيرة في جزيرة سترة الشيعية حيث شارك بها عدة آلاف من الرجال والنساء والأطفال بالنزول إلى الشوارع. وفقا لشهود عيان قابلتهم أطباء من أجل حقوق الإنسان وصل مئات من شرطة مكافحة الشغب المسلحين بشكل كامل للساحة وبدأوا على الفور باطلاق الغاز المسيل للدموع والقنابل الصوتية في الحشود ثم أطلقوا الرصاص المطاطي على الحشد العزل.
في السنابس هربت قوات الأمن من الموقع بعد اقتراب المتظاهرون منهم وتركوا إحدى سياراتهم وراءهم. علق المحتجون علم البحرين على المركبة بدلا من إتلاف أو حرقها. في السهلة نظم المئات بعد صلاة المغرب مسيرة في الشوارع. في بلاد القديم أقام المتظاهرون في فترة ما بعد الظهر وبدأوا في السير في المساء بعد ذلك تدخلت قوات الأمن لتفريقهم. في كرزكان نظم المحتجون مسيرة التي انضمت إليها مسيرة أخرى من دمستان انتهت سلميا. أطلقت قوات الأمن في الدراز الغاز المسيل للدموع على 100 متظاهر لتفريقهم.
قالت وزارة الداخلية أن ستة أشخاص ملثمين شاركوا في مسيرة في جدحفص وهاجموا قوات الأمن مما أدى إلى أن تقوم الشرطة بالرد مما أدى إلى إصابة أحد المهاجمين في الساقين والظهر.

### الضحايا

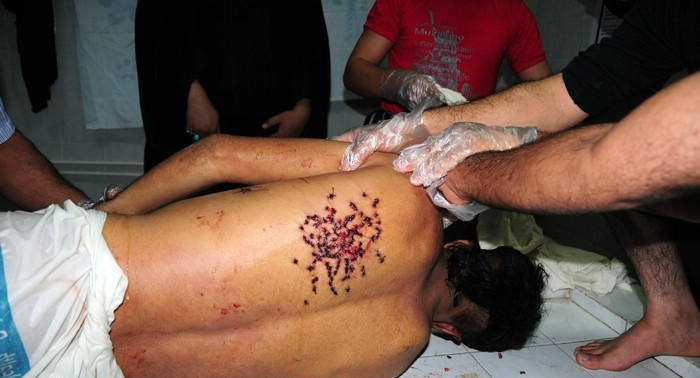
أطلقت الشرطة على ظهر علي مشيمع من مسافة قريبة.

في مساء يوم 14 فبراير توفي علي مشيمع جراء إصابته بأعيرة نارية من الشرطة في ظهره من مسافة قريبة. تقول الحكومة أن علي كان جزءا من مجموعة تتكون من 800 متظاهر هاجموا ثمانية من رجال الشرطة بالحجارة والقضبان المعدنية. تؤكد الحكومة أن الشرطة استنفدت إمداداتها من الغاز والرصاص المطاطي والغاز المسيل للدموع في محاولة فاشلة لتفريق الحشد ولجأت إلى استخدام البنادق. يقول شهود عيان أنه لم تكن هناك مظاهرات في الوقت الذي تم إطلاق النار عليه ويقولون أنه كان يتمشى مع مجموعة من الضباط الذين قاموا بتوجيه بنادقهم في وجهه. ابتعد عنهم وتم اطلاق النار عليه في ظهره من قبل أحد الضباط. أبدت وزارة الداخلية عن أسفها لهذا الحادث وأعلنت أنه سيتم التحقيق في أسباب الوفاة.
وفي وقت لاحق تجمع عدة مئات من المتظاهرين في موقف سيارات المستشفى الذي نقل إليه علي ونظموا احتجاجا خارج المستشفى متجهين إلى دوار اللؤلؤة. في الوقت نفسه كانت هناك مسيرة أخرى كانت متجهة إلى نفس الموقع من شارع الملك فيصل. تدخلت قوات الأمن مما أدى إلى إصابة بعض المتظاهرين واعتقال 24. بحلول نهاية اليوم أصيب أكثر من 30 متظاهرا معظمهم بالرصاص المطاطي.

## بعد

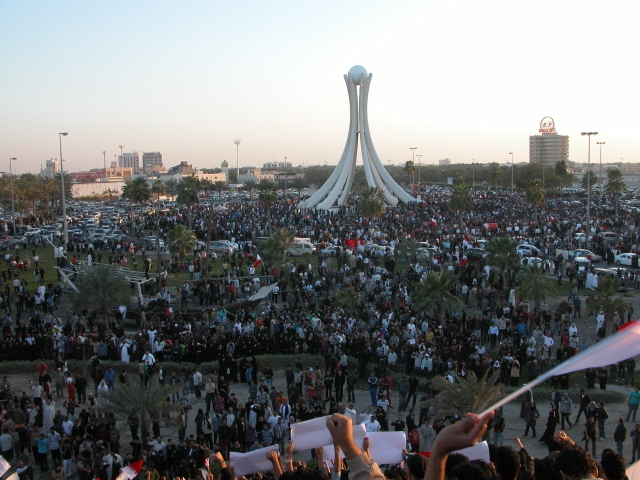
المتظاهرون يحتلون دوار اللؤلؤة في أعقاب جنازة علي مشيمع.

في اليوم التالي قتل فاضل المتروك على يد الشرطة خلال تشييع مشيمع ثم سار المتظاهرون واحتلوا دوار اللؤلؤة دون تدخل الشرطة. خيم الآلاف في الموقع ليوم آخر . في 17 فبراير في ما أصبح يعرف باسم يوم الخميس الدامي شنت السلطات غارة قبل الفجر وأخلوا الموقع مما أسفر عن مقتل أربعة متظاهرين وإصابة المئات. لجأ المحتجون لمجمع السلمانية الطبي حيث طالب العديد منهم باسقاط النظام. في تحد للحظر الحكومي على التجمعات سار في مساء يوم 18 فبراير مئات المتظاهرين نحو دوار اللؤلؤة الذي كان تحت سيطرة الجيش. عندما اقترب المتظاهرون من الموقع فتح الجيش النيران مما أسفر عن مقتل عبد الرضا بوحميد وإصابة عشرات آخرين.
انسحبت القوات من دوار اللؤلؤة في 19 فبراير وعاد المحتجين لنصب مخيماتهم هناك. أكد ولي العهد السماح للمتظاهرون بالتخييم في الدوار وأنه سيعقد حوار وطني. استمرت الاحتجاجات التي شارك بها خمس البحرينيين خلال الشهر المقبل حتى طالبت الحكومة بتدخل درع الجزيرة وأعلنت حالة طواريء لمدة ثلاثة أشهر. على الرغم من حملة الشرطة التي تلت ذلك فقد تواصلت الاحتجاجات والاشتباكات على نطاق أصغر معظمها خارج المناطق التجارية في المنامة. بحلول أبريل 2012 لقى أكثر من 80 شخصا حتفهم خلال الاحتجاجات.

## ردود الفعل المحلية والعالمية
في خطاب نادر على التلفزيون الوطني في يوم الثلاثاء 15 فبراير أعرب الملك حمد عن أسفه وقدم تعازيه العميقة لأسر القتلى وأعلن عن تحقيق وزاري في الأحداث كما وعد بالقيام بالإصلاحات الموعودة بما في ذلك تقليل صلاحيات الحكومة وتقليل القيود المفروضة على الإنترنت ووسائل الإعلام الأخرى. في إشارة إلى الثورة المصرية عام 2011 قال حسين الرميحي عضو مجلس النواب في 15 فبراير أنه كان المحتجين مخطئون في استنساخ أحداث الدول العربية الأخرى لأن الوضع في البحرين مختلف. في اليوم التالي أشاد رئيس الوزراء خليفة بن سلمان آل خليفة بخطاب الملك وأبدى أسفه وتعازيه.
من ناحية أخرى علقت جمعية الوفاق أكبر أحزاب المعارضة في البلاد مشاركتهم في مجلس النواب في 15 فبراير وهددوا بالاستقالة احتجاجا على ما وصفته بممارسات وحشية من قوات الأمن. في اليوم نفسه اعترضت جمعيات معارضة أخرى على ما وصفوه برد فعل الحكومة المفرط للاحتجاجات وطالبت جمعية المنبر الديمقراطي التقدمي بتشكيل هيئة وطنية موحدة ما بين الشيعة والسنة مثل هيئة الاتحاد الوطني في عقد 1950. جمعية البحرين لحقوق الإنسان انتقدت رد الحكومة على الاحتجاجات في 14 و15 فبراير متهمين إياها بالرقابة على المطبوعات وعدم الامتثال للمواثيق الدولية التي وقعت عليها.
دوليا دعا نافي بيلاي مفوضة الأمم المتحدة السامية لحقوق الإنسان في 15 فبراير حكومة البحرين لوقف ما وصفته بالاستخدام المفرط للقوة ضد المتظاهرين وإطلاق سراح السجناء المتهمين بالتجمهر. قال المتحدث الرسمي عن وزارة الدولة في الولايات المتحدة فيليب ج. كراولي أن الولايات المتحدة قلقة جدا بسبب العنف المحيط بالاحتجاجات الأخيرة في 14 و15 فبراير. دعت منظمة العفو الدولية السلطات البحرينية إلى التوقف عن استخدام ما وصفته بالقوة المفرطة ضد المتظاهرين وتحويل جميع قوات الأمن الذين استخدموا القوة المفرطة للمحاكمة واحترام وحماية حق التعبير وحرية التجمع في البحرين.